# Архимандрит Рафаило (Чепрњић)
Архимандрит Рафаило (шп. Archimandrita Rafael, рођен Дарко Чепрњић, Дубровник, 1986) јесте српски свештеник, православни мисионар, архимандрит и први стални православни парох Гвајакила и православних хришћана у Еквадору. Дана 20. октобра 2015. године, с благословом митрополита Амфилохија, ступио је у чин пароха у Еквадору.

## Монаштво
Дарко Чепрњић је рођен у Дубровнику 1986. Замонашен је 2008. од стране митрополита дабробосанскога Николаја у Фочи, те је служио као клирик Дабробосански. После је провео две године у Епархији будимској, да би касније дошао у Митрополију црногорско-приморску.

## Служба у Еквадору
Архимандрит Рафаило је одмах по рукополоужењу у пароха еквадорског обавио крштење једног младића како би се сутрадан он оженио по православноме обреду са православном хришћанком из Еквадора.
У једном од интервјуа за еквадорску штампу отац Рафаило је рекао:
„Данас видите ствари на телевизији, у вестима, које нисте видели пре десет или двадесет година. Много је насиља. Црква мора да одржава своја правила и своја веровања, а не да се прилагођава времену, јер црква није од овога света. Наша вера се није променила од апостолских времена.”
Он је еквадорској медијима рекао да православна црква не верује у одласцима „врата до врата” и таквом приповедању вере, већ оставља људима слободу избора.
У Еквадору данас живи много имигранта који долазе са Блискога истока (Либанаца, Сиријица и Палестинаца) који су православне вере и којима веома значи присуство православног свештеника у Еквадору који је карика измеђњу њих и њиховог православног порекла. Епископ Кирило је једном изјавио да су Еквадорци код оца Рафаила веома искрено примили православље. „Архимандрит Рафаило од њих захтјева озбиљну и врло дугу припрему за крштење, тако да су они сви веома свјесно и пуним срцем примили православну вјеру”, рекао је владика Кирило.
Дана 4. децембра  2017. године, на Светој Литургији, Митрополит Амфилохије га је одликовао чином архимандрита.
Године 2018. помагао је митрополиту Амфилохију у пропутовању кроз Перу. Отац Рафаило је том приликом постао старатељ једне православне породице у Перуу коју је припремао за свето крштење , а коју је митрополит Амфилохије крстио.
Дана 10. октобра 2020. године, владика Кирило га поставља за архијерејског намесника за државе Еквадор и Перу.
Дана 13. новембра 2022. године, архимандрит Рафаило је саслуживао Епископу буеносајрескому и јужноцентралноамеричкому Кирилу приликом освештања Храма Благовештења пресвете Богородице у Гвајакилу који је уједно и први православни храм у Еквадору. Тог дана је отац Рафаил крстио седам нових чланова православне цркве у Гвајакилу.
Дана 10. новембра 2024. године, на Светој Литургији у манастиру Св. Тројице у Гватемали, одликован је епархијским орденом Св. Петра и Павла за изградњу првог православног храма у Еквадору.
| „Чуо сам много вицева у којима се каже да је рај у Еквадору и разумем зашто. То је од Бога благословена земља која, можда, није искористила свој пуни потенцијал, али видите да се то мења.” |